# Ėduard Moiseevič Šafranskij
Ėduard Moiseevič Šafranskij (in russo,  Эдуард Моисеевич Шафранский) (Krasnojarsk, 16 ottobre 1937 – Ekaterinburg, 18 dicembre 2005) è stato un chitarrista e compositore russo.

## Biografia
Dal 1961 al 1965 Eduard Šafranskij ha studiato la chitarra classica nel Conservatorio di musica Čajkovskij a Sverdlovsk (oggi Ekaterinburg), dove più tardi ha fondato il complesso di musica antica Rinascimento e il festival Notti di aprile. Negli ultimi anni della sua vita Šafranskij ha scritto svariate opere solistiche per chitarra. Nel 2002, durante un concerto nel Dom Actjora di Ekaterinburg, ha fatto la conoscenza della chitarrista austriaca Johanna Beisteiner, che da allora ha rappresentato per la prima volta qualche delle sue opere, come Caravaggio oggi, di quale un videoclip è uscito in 2010 per Gramy Records.

## Opere per chitarra sola (lista incompleta)
- Messa di requiem per chitarra sola (Prima esecuzione mondiale: 24 settembre, 2004, chiesa St.-Blasius, Klein-Wien vicino a Furth bei Göttweig, Austria)
- Caravaggio oggi o Pensieri per una pittura di Caravaggio – Il suonatore di liuto (Prima esecuzione mondiale: 29 ottobre, 2007, Dom Aktjora, Ekaterinburg, Russia)
- Notte a Granada (Prima esecuzione mondiale: 29 ottobre, 2007, Dom Aktjora, Ekaterinburg, Russia)
- I quartieri vecchi di Alania (Prima esecuzione mondiale: 18 maggio, 2009, Festival Bravo, Ekaterinburg, Russia)
- Canti della risacca (Prima esecuzione mondiale: 18 maggio, 2009, Festival Bravo, Ekaterinburg, Russia)

## Discografia
- Johanna Beisteiner: Live in Budapest (DVD, Gramy Records, 2010[3]) con il videoclip Caravaggio oggi; Esempio di Caravaggio oggi.